# Japan Freight Railway Company

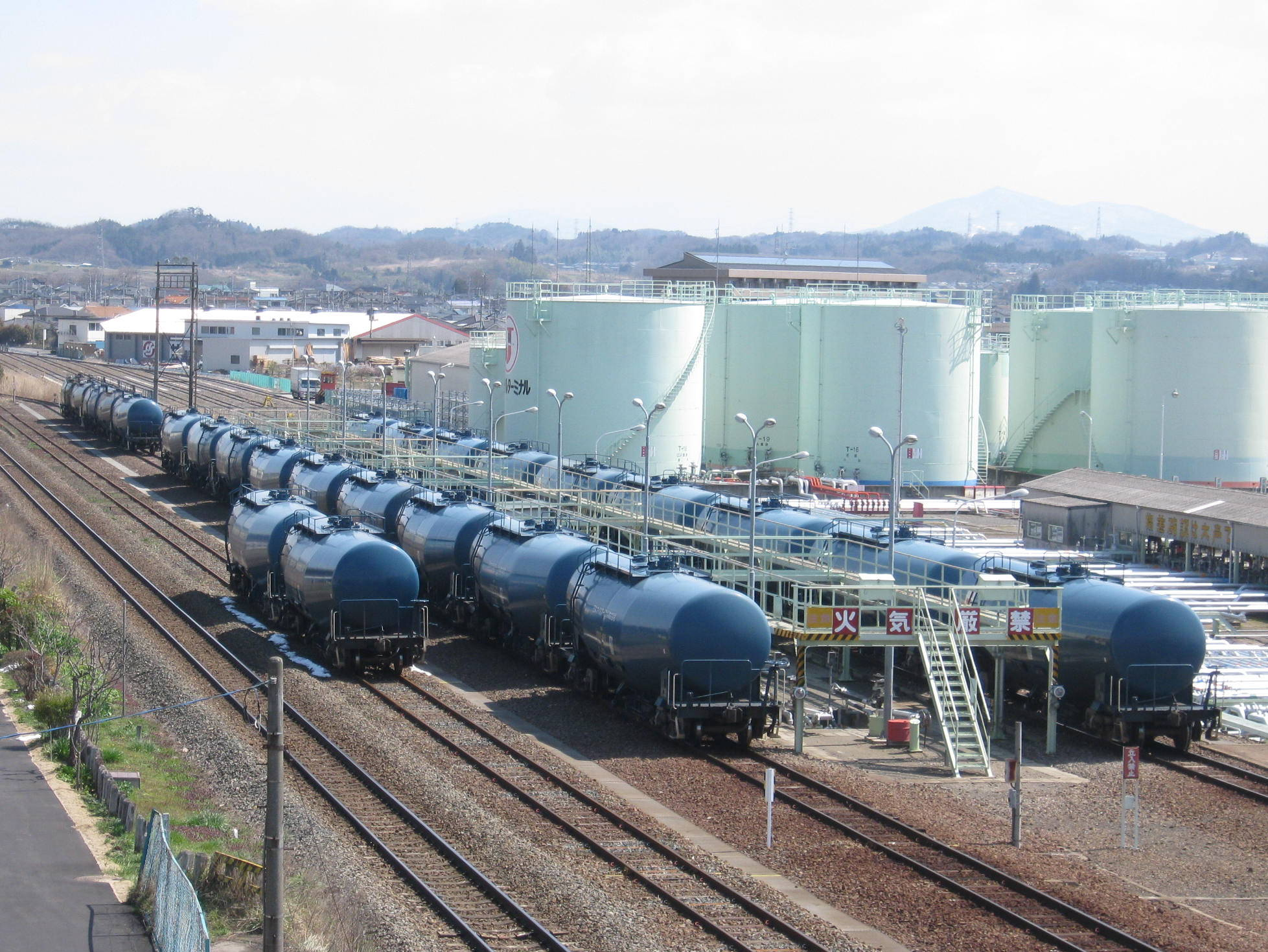
Tankwagons bij een olieterminal

Japan Freight Railway Company (Japans: 日本貨物鉄道株式会社, Nippon Kamotsu Tetsudō Kabushiki-gaisha), of JR Freight (Japans: JR貨物, Jeiāru Kamotsu), is een van de zeven onderdelen van de JR-groep. De maatschappij is uitsluitend actief als vrachtvervoerder per spoor in heel Japan.

## Geschiedenis
JR Freight werd op 1 april 1987 opgericht als een naamloze vennootschap (kabushiki kaisha) toen de Japanese National Railways (JNR) werden geprivatiseerd. Hoewel het in naam een privatisering betrof, zijn alle aandelen nog altijd in handen van de Japanse overheid.
Het aandelenbelang valt onder de Japan Railway Construction, Transport and Technology Agency.

## Activiteiten
JR Freight is verantwoordelijk voor het transport van goederen over het spoor in heel Japan. Het beschikt over een grote vloot van locomotieven en wagons, maar heeft zelfs nauwelijks eigen spoor onder beheer. Het maakt voornamelijk gebruik van het spoornetwerk van de zes passagiersdiensten die Japan heeft, deze heeft een lengte van bijna 8000 kilometer. Er werken voor het bedrijf 5472 mensen per 1 april 2021.
In de periode van 2015 tot en met 2020 werd er gemiddeld 30 miljoen ton vracht vervoerd op jaarbasis. Hiervan was 70% containers en de overige 30% bestond voor twee derde uit aardolie en verder maakten cement en automobielen ruim een kwart van het transportvolume uit. Sinds 1987 is het transportvolume nagenoeg gehalveerd.
In 2018 was het aandeel van de spoorwegen in het nationale vrachtverkeer nog geen 5% gemeten naar ton-kilometers, waarbij het aandeel van het transport over de weg iets meer dan de helft was en het aandeel van de kustvaart zo'n 44%. Voor de vracht is het aandeel per spoor dus minimaal, maar voor het transport van passagiers zijn de spoorwegen me 70% van alle passagier-kilometers veruit het belangrijkste transportmiddel.
Voor 1987: Japanese Government Railways · Japanese National Railways · JNR Settlement Corporation